# Captive (verzekeren)
Een captive is een speciaal soort verzekeringsmaatschappij of tussenpersoon. Meestal wordt met captive een tussenpersoon aangeduid die eigendom is van een verzekeringsmaatschappij. Een captive kan ook een verzekeringsmaatschappij of tussenpersoon zijn die eigendom is van een industrieel- of handelsconcern. 

## Captive Insurance Company
Een Captive Insurance Company is een verzekeringsmaatschappij die eigendom is van een bedrijf (houdstermaatschappij) dat feitelijk in een andere sector van het bedrijfsleven actief is. Enkele grote multinationale ondernemingen hebben hun eigen verzekeringsmaatschappij opgericht waar primair de eigen bedrijfsrisico's worden verzekerd.
Net als iedere andere verzekeraar zal de captive ook risico's herverzekeren. Bij deze captives kan de houdstermaatschappij ook particuliere verzekeringen van het personeel onderbrengen. Het voordeel van een captive is dat de eventuele winsten binnen de onderneming blijven.
Gezien de eisen die de wet aan verzekeringsmaatschappijen stelt, is oprichting van een captive alleen mogelijk voor (zeer) grote ondernemingen. Vendex KBB had tot voor kort een eigen verzekeraar, Vendorisk. 

## Captive Broker
Een Captive Broker (ook wel in-house broker genoemd) is de tussenpersoon-variant van de Captive Insurance Company. Onder een captive broker verstaat men een tussenpersoon die volledig eigendom is van een industrieel - of handelsconcern en uitsluitend of in hoofdzaak bemiddelt bij het tot stand komen van overeenkomsten van verzekeringen voor de moeder- en zusterondernemingen.

## Captive Agent
Een captive agent is een tussenpersoon waarin een verzekeringsmaatschappij door aandelenbezit of op andere wijze een overheersende invloed kan uitoefenen.